# Christine Darden
Christine Darden (* Christine Mann, 10. září 1942 Severní Karolína, USA) je americká matematička, datová analytička a letecká inženýrka, která po většinu své čtyřicetileté kariéry v NASA zkoumala nadzvukové lety a aerodynamické třesky.
Získala magisterský titul z matematiky a přednášela na Virginia State University. V roce 1967 začala pracovat pro Langley Research Center. V roce 1983 získala PhD na Univerzitě George Washingtona a publikovala mnoho odborných článků.
V roce 2019 obdržela Zlatou medaili Kongresu.